# Vitaliy Kosovskiy
Vitaliy Kosovskiy (Ostroh, Unión Soviética, 11 de agosto de 1973) es un exfutbolista ucraniano, se desempeñaba como centrocampista. Desempeñó gran parte de su carrera en el Dinamo de Kiev.

## Clubes
| Club                    | País            | Año         | Partidos | Goles |
| FC Podillia Jmelnitskiy | Unión Soviética | 1990 - 1991 | 21       | 1     |
| FC Niva Vannitsia       | Ucrania         | 1991 - 1994 | 53       | 13    |
| FC Dinamo Kiev          | Ucrania         | 1994 - 2003 | 131      | 20    |

- Datos: Q2470985
- Multimedia: Vitaliy Kosovskyi / Q2470985